# 高田憂希・千本木彩花のしゃかりきちゃん
『高田憂希・千本木彩花のしゃかりきちゃん』は、2016年10月10日よりニコニコ動画、YouTubeで配信を行っているラジオ番組。
声優グランプリチャンネル月額会員限定でアフタートークもある。
パーソナリティは声優の高田憂希と千本木彩花。

## 番組概要
ネットラジオの普及により、あらゆるタイプの番組がやり尽くされている中で「まだ見ぬ未知のラジオ大陸」を見つけるために、声優の高田憂希と千本木彩花が流行に敏感なアーリーアダプターを目指し、またあらゆる企画にチャレンジしていくラジオ。

## パーソナリティ
- 高田憂希

番組内の愛称は「ゆっきー」。しゃかしゃかを担当している。
北九州市出身。好物は麻婆豆腐。学生時代は美化委員会に所属していた。
- 千本木彩花

番組内の愛称は「ぼんちゃん」。りきりきを担当している。
埼玉県出身。好物は生姜焼き。学生時代は図書委員会に所属していた。

## 配信時間
|          | 配信・局                          | 配信時間                                                                                    |
| -------- | --------------------------------- | ------------------------------------------------------------------------------------------- |
| 通常配信 | ニコニコ動画                      | 隔週金曜21時更新 (2016年10月10日～2019年3月15日： 隔週金曜21時〜生配信形式(ニコニコ生放送)) |
| 通常配信 | YouTube(声優グランプリチャンネル) | 隔週金曜21時更新 (2019年11月15日〜)                                                         |
| イベント | ニコニコ生放送                    | 不定期                                                                                      |

- 過去の配信媒体

| 配信・局             | 配信時間                          |
| -------------------- | --------------------------------- |
| HiBiKi Radio Station | (2017年10月16日～2018年12月28日） |

## コーナー （2022年7月8日現在）
ふつおた
「ふつおた」は一般的な「普通のお便り」の略称とは限らず、なんの略称かは毎回変わる。 パーソナリティーに心から聞いてみたい内容であること、他の番組に使い回しできない内容であること、今まで書いたことのない内容であることが推奨されている。
古今東西（第2回-）
高田と千本木が、毎回違う企画にチャレンジするコーナー。
毎回コーナー冒頭で「これまであらゆるラジオ番組がやって来た企画、さらにまだどこもやっていない企画にチャレンジ 」という、矛盾したコーナー説明がされる。
この時期、どの番組でも読まれているごく普通のおたよりに答えておきましょうのコーナー（第5回-）アニラジでありがちな定番の質問にパーソナリティー２人が答えるミニコーナー。
しゃかりき画像でポン（第41回-）
しゃかりきちゃんの番組公式Twitterにアップされた画像に、リプライでセリフをつける大喜利コーナー。番組内でパーソナリティーそれぞれのお気に入りリプライを発表する。不定期開催コーナー。
しゃかりきカルタ（第160回-）
ちょっとイライラしたエピソードをカルタ風に語ったメールを紹介するコーナー。第159回の古今東西「しゃかりきカルタ作りましょう！」が発端となり、第160回から不定期コーナー化。

## 終了したコーナー
かいつまんで　お・し・え・て
パーソナリティーが教えてもらいたいことのテーマを発表し、
リスナーからそのテーマにまつわる情報や感覚を教えてもらうコーナー。
最新定番ショー:第2回-第85回
リスナーから「○○といえば？」という質問を募集し、それに高田と千本木が答えていくコーナー。
パーソナリティーの感覚をリスナーに理解してもらうとともに、
質問したリスナーの想定回答によって最新のトレンドを学んだり、
世代の違う番組ディレクターの回答も紹介することで、ジェネレーションギャップを楽しんだりする。
次回予告
勝手に次回予告を考えて送るコーナー。
しゃかりき！ニュースヘッドライン:第18回-第74回
架空のニュース原稿をリスナーから募集し、
ニュースキャスターになりきったパーソナリティーの２人が、初見で笑わずに読めるかチャレンジをするコーナー。
しゃかりきオリジナルドラマ:第75回-第129回
パーソナリティーが事前に収録した３つのセリフをもとに、その前後のセリフをリスナーに考えてもらい、ラジオドラマを完成させるコーナー。
あやまります:第120回-第148回
「3年B組金八先生」第２シーズンに出てきた荒谷二中の校長先生のように、謝罪の気持ちを伝えるコーナー。
しゃかりき10円玉チャレンジ:第149回-第158回
10円玉を指で弾いて、机から落ちないギリギリのラインまで飛ばすコーナー。

## エピソード
- 番組オリジナルの挨拶は番組名と同じ「しゃかりきちゃん」、ラジオネームの名前は「しゃかりきネーム」、リスナーの呼び名は「ちゃんちゃん」である。 これは第２回で無茶振りされた高田憂希が反射的に答えたものであり、意味は無い。
- 2016年12月27日に番組初のニコニコ生放送での生配信があったが、千本木が不調により声が出せず、高田が90分間１人で喋り続けた。その後の第17回の本放送は、ご褒美として高田は休みになり、千本木１人でのラジオ収録が行われた。
- 第19回アフタートークにてどうしてこの二人がラジオパーソナリティに抜擢されたのかの経緯が説明された。
- 番組ロゴの最初の小さい「ゃ」がカタカナである理由について、第22回放送でリスナーのメールとともに検証した結果、ロゴの地球の部分が蟹に見えることが発見された。その後、この蟹は「しゃかにきちゃん」という番組マスコットとして定着している。
- 第23回のコーナー内で、高田と千本木のそれぞれが番宣スポットを考え、収録した。その番宣スポットは実際に他番組で放送された。
- 第27回以来、ファッションセンターしまむらの話題がよく登場する。この回で、しまむらの商品のみを使い、どちらがより「しまむら感」の強いコーディネートができたかを競う「しまむらファッションショー」の案があがり、その後イベントで実現した。
- 第27回の高田の発言がキッカケで、スタンディングオベーションがイベントの恒例となっている。
- 第30回収録前、千本木に手違いで番組終了の連絡があった。また第44回放送中に、サプライズで正式に番組終了が通告された。次の第45回までの間に存続が決定したが、これ以降いつ終わってもおかしくない番組の状況を指して「首の皮１枚」という言葉が使われるようになった。
- 第40回の対決企画で負けた千本木が罰ゲームとして、スタジオの前の公園に１人で行かされ、一発芸を叫んだ。
- 第44回で高田の所属事務所が運営しているマウスショップでロケをしたところ、高田の事務所の先輩である声優の加隈亜衣が偶然通りかかり、少しの間出演した。
- 第50回は千本木のバースデー回のはずだったが、途中から徐々に高田の北九州市観光大使就任を祝う回となった。
- 「しまむらお遍路」と称して埼玉県のしまむら全店舗104カ所を訪問したリスナーが登場し、第54回で番組にレポートが届いた。感激した高田と千本木は、急遽アポ無しでそのリスナーに電話をかけた。
- 『高田憂希・千本木彩花のしゃかりきちゃん〜冬の公開収録2022〜』にて、とても多くのメールが届いたことを表現するために、構成作家がプリントアウトしたメールの厚い束に膝蹴りをした。
- 2017年に配信された第51回以来、Wikipediaで番組の記事作成をして欲しいという話がたびたびされていた。5年後の2022年7月16日に記事作成がされるが、当日のうちに削除依頼がつく。その件に関してリスナーからメールを募集し第172回にて対策会議を行なった[3]。
- 番組内でたびたびプレゼント企画を行なっているが、プレゼントの内容が明かされたことはない。

## イベント
| 開催日         | 名称                                                                     | 会場                                     | 備考 |
| -------------- | ------------------------------------------------------------------------ | ---------------------------------------- | --- |
| 2016年12月27日 | ニコニコ生放送                                                           | ニコニコ生放送                           | しゃかりちゃん初のニコニコ生放送 この放送時、千本木は声が枯れていた為、フリップでの参加だった。                                   |
| 2017年5月13日  | 高田憂希・千本木彩花のしゃかりきちゃん ～春の公開録音～                  | YMCAアジア青少年センタースペースＹホール | 春の公開録音 昼夜の２部制 |
| 2017年12月23日 | 高田憂希・千本木彩花のしゃかりきちゃん～クリスマスイブイブＳＰ～         | YMCAアジア青少年センタースペースＹホール | |
| 2018年4月7日   | 高田憂希・千本木彩花のしゃかりきちゃん～春の公開録音２～                 | 発明会館                                 | 春の公開録音2 |
| 2018年9月15日  | 高田憂希・千本木彩花のしゃかりきちゃん～北九州上陸作戦～                 | あるあるcity B1Fスタジオ                 | 北九州上陸作戦 昼夜の２部制。 |
| 2020年5月31日  | 高田憂希・千本木彩花のしゃかりきちゃん 〜春の生配信2020〜                | ニコニコ生放送                           | 配信イベント ゲスト:藤田茜 イベントまでに過去回を全て聞いてきたと話し、会場を驚かせた。                                           |
| 2020年12月27日 | しゃかりきちゃん × すっぽん本°渡 × 長縄まりあのまりありうむ 合同イベント | YMCAアジア青少年センタースペースＹホール | 声優グラプリチャンネル３番組による合同イベント。昼夜の２部制。 ニコニコ生放送での配信もあった。                                   |
| 2021年5月30日  | SYAKARIKI SPRING FESTIVAL 2021                                           | ニコニコ生放送                           | 占い回 |
| 2022年2月27日  | 高田憂希・千本木彩花のしゃかりきちゃん〜冬の公開収録2022〜               | 秋葉原トークライブ BAR from scratch      | 昼夜の２部制。ニコニコ生放送で配信もあった。                                                                                      |
| 2022年10月9日  | 高田憂希・千本木彩花のしゃかりきちゃん〜秋のイベント2022〜               | ワテラスコモンホール                     | 第172回放送にて「予定空けておいてください」とだけ告知された ３部制での開催。１部２部のゲストは松田利冴さん                        |
| 2023年12月2日  | 高田憂希・千本木彩花のしゃかりきちゃん ~なぜか埼玉~                      | RaiBoC Hall                              | 第１部＝12:30開場／13:00開演 第2部＝15:30開場／16:00開演 第3部＝18:30開場／19:00開演 ゲスト：鷲崎健・青木佑磨（第1部・第2部のみ） |